# Chaoilta depressa
Chaoilta depressa är en stekelart som först beskrevs av Szepligeti 1900.  Chaoilta depressa ingår i släktet Chaoilta och familjen bracksteklar. Inga underarter finns listade i Catalogue of Life.